# 実習
実習（じっしゅう、practice）とは、講義形式で学んだ知識や技術を、実際の現場で、あるいは、実物を用いて学ぶことである。

## 概要
学校や職業訓練施設のカリキュラムにおける科目名の一部に用いられる場合がある。例えば大学設置基準第25条では、授業の方法として、「授業は、講義、演習、実験、実習若しくは実技のいずれかによりまたはこれらの併用により行うものとする。」と規定されており，各施設は、独自のカリキュラムとして「○○実習」という科目を設けるほか、教育職員免許法施行規則や職業能力開発促進法施行規則など、多くの法令で実習名が規定されている場合もある。

## 法令に規定された実習の例

### 教育職員免許法施行規則
教育職員免許法施行規則には、例えば以下のような実習名がある。
- 教育実習
- 被服製作実習
- 農業実習
- 工業実習
- 商業実習
- 水産実習
- 商船実習
- 介護実習
- 社会福祉総合実習
- 臨床実習
- 養護実習
- 職業実習
- 看護実習
- 家庭実習
- 情報実習
- 福祉実習

### 栄養士法施行規則
栄養士法施行規則には、例えば以下のような実習名がある。
- 臨地実習

### 児童福祉法施行規則
児童福祉法施行規則には、例えば以下のような実習名がある。
- 保育実習

### 救急救命士学校養成所指定規則
救急救命士学校養成所指定規則には、例えば以下のような実習名がある。
- 臨地実習

### 臨床検査技師学校養成所指定規則
臨床検査技師学校養成所指定規則には、例えば以下のような実習名がある。
- 臨地実習

### 保健師助産師看護師学校養成所指定規則
保健師助産師看護師学校養成所指定規則には、例えば以下のような実習名がある。
- 臨地実習

### 社会福祉士介護福祉士養成施設指定規則
社会福祉士介護福祉士養成施設指定規則には、例えば以下のような実習名がある。
- 相談援助実習（社会福祉士科目）社会福祉士になるためには、テキストを介した座学で多くの知識を習得し、それらを基礎にして、実習や演習科目のなかで、テキストで学んだことを社会福祉の実践に応用していく。それを実習担当教員が実習生、相談援助実習指導者（実習指定施設で実習生の指導を行う現場職員）と一体となって展開していく。
- 介護実習（介護福祉士科目）

### 職業能力開発促進法施行規則
職業能力開発促進法施行規則には、例えば以下のような実習名がある。
- 造園実習
- 鋳造実習
- 板金工作実習
- 機械設計実習
- 電子計測実習
- プログラム作成実習
- 電気工事実習
- 自動車製造実習
- 航空機整備実習
- 写真撮影実習
- 石材加工実習
- パン・菓子製造実習
- 鉄骨工事実習
- 実務実習

### 大学設置基準
大学設置基準には、以下の実習名がある。
- 薬学実務実習